# قائمة أسعار البريد في فلسطين الانتدابية
قائمة أسعار البريد في عهد الانتداب البريطاني على فلسطين هي أسعار البريد السارية في فلسطين تحت الاحتلال العسكري والقوات البريطانية وحلفائها والإدارة المدنية اللاحقة للانتداب البريطاني على فلسطين بين عامي 1917 و1948. خلال فترة الانتداب، كانت السلطات البريطانية تقدم الخدمات البريدية.
بعد احتلالها من قبل قوات الحلفاء في عام 1917، أصبحت رسوم البريد الأساسية مجانية بالنسبة للمدنيين. كان لا بد من ختم رسوم التسجيل والطرود باستخدام طوابع بريطانية أو هندية. وبمجرد طرح طوابع القوات المصرية الاستكشافية المطبوعة في القاهرة للبيع، أصبح من الضروري دفع ثمن البريد المرسل إلى وجهات خارجية اعتبارًا من 10 فبراير 1918، واعتبارًا من 16 فبراير 1918 أصبح من الضروري أيضًا دفع ثمن البريد المرسل إلى الأراضي المحتلة آنذاك ومصر.
كان هيكل أسعار البريد يتبع على نطاق واسع الممارسة البريطانية وتمت إضافة خدمات جديدة، مثل البريد الجوي والتوصيل السريع، على مر السنين. ابتداءً من عام 1926، تم تطبيق أسعار مخفضة على البريد المرسل إلى بريطانيا وأيرلندا، ومن 1 مارس 1938 إلى 4 سبتمبر 1939، أصبحت فلسطين جزءًا من نظام أسعار البريد الجوي الشامل.

## أسعار البريد
| التاريخ                                                    | تفاصيل أسعار التكلفة والتغييرات اللاحقة | تفاصيل أسعار التكلفة والتغييرات اللاحقة |
| ---------------------------------------------------------- | --------------------------------------- | --- |
| ديسمبر، 1917                                               | رسالة داخلية                            | مجاناً |
| ديسمبر، 1917                                               | رسالة أجنبية                            | مجاناً |
| ديسمبر، 1917                                               | بطاقة بريدية داخلية                     | مجاناً |
| 10 فبراير 1918                                             | رسالة أجنبية                            | 10 م (20 ج) |
| 10 فبراير 1918                                             | بطاقة بريدية أجنبية                     | 10 متر (قوائم البطولة: 5 متر) |
| 10 فبراير 1918                                             | المواد المطبوعة الداخلية                | 5 متر لكل 50 جرام |
| 16 فبراير 1918                                             | رسالة داخلية                            | 5 متر (20 غرام) ؛ 3 متر لكل إضافة. 20 غرام |
| 16 فبراير 1918                                             | بطاقة بريدية داخلية                     | 5 م |
| 16 فبراير 1918                                             | تسجيل داخلي                             | 10 م |
| 16 فبراير 1918                                             | التسجيل الأجنبي                         | 10 م |
| 16 فبراير 1918                                             | الاستشارات الداخلية في التسليم          | 10 م |
| 16 فبراير 1918                                             | الاستشارات الخارجية في التسليم          | 10 م |
| 16 فبراير 1918                                             | التحقيقات الداخلية                      | 10 م |
| 16 فبراير 1918                                             | التحقيقات الخارجية                      | 10 م |
| 10 أبريل 1918                                              | المواد الطباعة الأجنبية                 | 5 متر لكل 50 جرام |
| 16 يوليو 1918                                              | بطاقة بريدية داخلية                     | 3 م |
| 16 يوليو 1918                                              | بطاقة بريدية أجنبية                     | 4 م |
| 16 يوليو 1918                                              | المواد الطباعة الأجنبية                 | 2 متر لكل 50 جرام |
| 1 أكتوبر 1919                                              | المواد المطبوعة الداخلية                | 1 متر لكل 50 جرام |
| 1 أكتوبر 1919                                              | المواد الطباعة الأجنبية                 | 1 متر لكل 50 جرام |
| 1 أكتوبر 1919                                              | صحف داخلية                              | 1 متر |
| 1 أغسطس 1920                                               | رسالة أجنبية                            | 10 م (20 غرام) ؛ 6 م لكل إضافة. 20 غرام |
| 1 سبتمبر 1920                                              | بطاقة بريدية داخلية                     | 4 م |
| 1 سبتمبر 1920                                              | المواد المطبوعة الداخلية                | 2 متر لكل 50 جرام |
| 1 سبتمبر 1920                                              | المواد الطباعة الأجنبية                 | 2 متر لكل 50 جرام |
| 1 سبتمبر 1920                                              | الأوراق التجارية الأجنبية               | 2 متر لكل 50 جرام، لا يقل عن 250 جرام |
| 1921                                                       | الصحف الأجنبية                          | 2 متر لكل50 غرام، 2 متر لكل إضافة. 50 غرام |
| 1 أكتوبر 1921                                              | رسالة أجنبية                            | 13 متر (20 غرام) ؛ 9 متر لكل إضافة. 20 غرام |
| 1 أكتوبر 1921                                              | بطاقة بريدية أجنبية                     | 6 م |
| 1 أكتوبر 1921                                              | المواد الطباعة الأجنبية                 | 3 م لكل 50 جرام |
| 1 أكتوبر 1921                                              | الأوراق التجارية الأجنبية               | 3 م لكل 50 جرام |
| 1 أكتوبر 1921                                              | تسجيل داخلي                             | 13 متر |
| 1 أكتوبر 1921                                              | التسجيل الأجنبي                         | 13 متر |
| 1 أكتوبر 1921                                              | الاستشارات الداخلية في التسليم          | 10 م |
| 1 أكتوبر 1921                                              | الاستشارات الخارجية في التسليم          | 13 متر |
| 1 أكتوبر 1921                                              | التحقيقات الداخلية                      | 10 م |
| 1 أكتوبر 1921                                              | التحقيقات الخارجية                      | 13 متر |
| 1 أكتوبر 1921                                              | التأمين (بما في ذلك القانون)            | 20 م مقابل قيمة تصل إلى 10 جنيه إسترليني؛ 10 م مقابل إضافة. قيمة 10 جنيهات استرلينية، أقصى 40 جنيهات                                                                  |
| 1 يناير 1923ref name="Proud2_85">Proud, 2006, p. 85.</ref> | رسالة أجنبية                            | 13 متر (20 غرام) ؛ 7 متر لكل إضافة. 20 غرام |
| 1 يناير 1923ref name="Proud2_85">Proud, 2006, p. 85.</ref> | بطاقة بريدية أجنبية                     | 8 م |
| 16 ديسمبر 1925                                             | بطاقة بريدية أجنبية                     | 7 م |
| 16 ديسمبر 1925                                             | إدباء للعمى                             | 2 متر لكل كجم |
| 1926                                                       | "إيكسبريس"                              | 20 متر لمسافات تصل إلى 1 كم، 30 متر على 2 كم، أكثر من 2 كم حتى حدود التسليم 40 متر؛ متاحة فقط في القدس، جعفا، حيفا وتلف أفيوف                                         |
| 1926                                                       | التأمين (بما في ذلك القانون)            | 20 متر مقابل قيمة تصل إلى 12 جنيه إسترليني؛ 7 متر لكل إضافة. قيمة 12 جنيه إسترليني                                                                                    |
| 1926                                                       | صندوق المؤمن                            | 8 متر (50 غرام)، لا يقل عن 40 متر |
| 1 يناير 1926                                               | صحف داخلية                              | 2 م |
| 15 فبراير 1926                                             | رسالة المملكة المتحدة والإير            | 7 م20 غرام) ؛ 4 متر لكل إضافة. 20 غرام |
| 1 ديسمبر 1928                                              | الأوراق التجارية الأجنبية               | 3 متر لكل 50 جرام؛ 100 جرام على الأقل |
| 1 ديسمبر 1928                                              | العينات                                 | 6 متر لكل 100 غرام، 3 متر لكل إضافة. 50 غرام |
| 1 مارس 1929                                                | رسالة المملكة المتحدة والإير            | 13 م20 غرام) ؛ 7 م لكل إضافة. 20 غرام |
| 1 أبريل 1930                                               | رسالة المملكة المتحدة والإير            | 7 م20 غرام) ؛ 4 متر لكل إضافة. 20 غرام |
| 19 يونيو 1930                                              | حزمة صغيرة                              | 7 م (50 جرام) ؛ 7 لكل إضافة 50 جرام، لا يقل عن 25 م |
| 1 يونيو 1932                                               | رسالة أجنبية                            | 15 متر (20 غرام) ؛ 9 متر لكل إضافة. 20 غرام |
| 1 يونيو 1932                                               | رسالة المملكة المتحدة والإير            | 8 متر (20 غرام) ؛ 5 متر لكل إضافة. 20 غرام |
| 1 يونيو 1932                                               | بطاقة بريدية أجنبية                     | 8 م |
| 1 يونيو 1932                                               | الأوراق التجارية الأجنبية               | 3 متر لكل 50 جرام؛ لا يقل عن 250 جرام |
| 1 يونيو 1932                                               | حزمة صغيرة                              | 9 متر (50 جرام) ؛ 9 لكل إضافة 50 جرام، لا يقل عن 300 جرام |
| 1 يونيو 1932                                               | التحقيقات الداخلية                      | 13 متر |
| 1 يونيو 1932                                               | التسجيل المتأخر في الحزمة العادية       | 2 م |
| 1 يونيو 1932                                               | تأخير إرسال الحزمة المسجلة              | 20 متر |
| 1 يونيو 1932                                               | رسوم تجارة COD                          | 10 م لكل جنيه إسترليني |
| 1 يونيو 1932                                               | رسوم تسليم المواد                       | 15 متر |
| 1 يونيو 1932                                               | رسوم إرسال المواد المعدنية              | 10 م |
| 1933                                                       | الاستشارات الداخلية في التسليم          | 13 متر |
| 1 يناير 1937                                               | "إيكسبريس"                              | 25 متر (تضارب المسافة غير معروفة) ؛ متوفر فقط في القدس، يافا، حيفا، وتيل أبيف                                                                                         |
| 1938                                                       | الصحف الأجنبية                          | 6 م |
| 1 مارس 1938                                                | رسالة المملكة المتحدة والإير            | 10 م (10 غرام) ؛ 10 م لكل إضافة. 10 ج "معدل الإمبراطورية" |
| 1 مارس 1938                                                | بطاقة بريدية بريطانية و إير             | 5 م؛ ("كل ما يصل" معدل الإمبراطورية) |
| 1 أبريل 1938                                               | رسالة المملكة المتحدة والإير            | 10 م (10 غرام) ؛ 10 م لكل إضافة. 10 غرام حتى 70 غرام، 70 م ل 71 حتى 90 غرام، 80 م ل 91 حتى 110 غرام، فوق 110 غرام: 80 م زائد 10 م لكل إضافة. 20 ج (معدل الإمبراطورية) |
| 4 سبتمبر 1939                                              | رسالة المملكة المتحدة والإير            | 10 متر (20 غرام) ؛ 6 متر لكل إضافة. 20 غرام |
| 4 سبتمبر 1939                                              | بطاقة بريدية بريطانية و إير             | 8 م |
| 1940                                                       | الأوراق التجارية الداخلية               | 3 متر لكل 50 جرام؛ لا يقل عن 250 جرام |
| 1 مايو 1940                                                | رسالة داخلية                            | 7 م20 غرام) ؛ 5 م لكل إضافة. 20 غرام |
| 1 يوليو 1940                                               | رسالة أجنبية                            | 15 متر (20 غرام) ؛ 10 متر لكل إضافة. 20 غرام |
| 1 يوليو 1940                                               | بطاقة بريدية أجنبية                     | 10 م |
| 1 يوليو 1940                                               | تسجيل داخلي                             | 15 متر |
| 1 يوليو 1940                                               | التسجيل الأجنبي                         | 15 متر |
| 1 يوليو 1940                                               | الاستشارات الداخلية في التسليم          | 15 متر |
| 1 يوليو 1940                                               | الاستشارات الخارجية في التسليم          | 15 متر |
| 1 يوليو 1940                                               | التحقيقات الداخلية                      | 15 متر |
| 1 يوليو 1940                                               | التحقيقات الخارجية                      | 15 متر |
| 1 يوليو 1940                                               | التأمين (بما في ذلك القانون)            | 25 م مقابل قيمة تصل إلى 12 جنيه إسترليني؛ 10 م مقابل إضافة. قيمة 12 جنيه إسترليني                                                                                     |
| 1 يوليو 1940                                               | صندوق المؤمن                            | 16 متر (50 جرام) ؛ لا يقل عن 65 متر |
| 1 أبريل 1941                                               | رسالة داخلية                            | 10 م (30 ج) ؛ 6 م لكل إضافة. 30 غرام |
| 1 أبريل 1941                                               | بطاقة بريدية داخلية                     | 7 م |
| 1 يوليو 1943                                               | رسالة أجنبية                            | 20 متر (20 غرام) ؛ 13 متر لكل إضافة. 20 غرام |
| 1 يوليو 1943                                               | رسالة المملكة المتحدة والإير            | 15 متر (20 غرام) ؛ 10 متر لكل إضافة. 20 غرام |
| 1 يوليو 1943                                               | بطاقة بريدية أجنبية                     | 13 متر |
| 1 يوليو 1943                                               | بطاقة بريدية بريطانية و إير             | 10 م |
| 1 يوليو 1943                                               | المواد المطبوعة الداخلية                | 3 متر لكل 50 غرام (قوائم البال 1.05.1941) |
| 1 يوليو 1943                                               | المواد الطباعة الأجنبية                 | 5 متر لكل 50 جرام |
| 1 يوليو 1943                                               | الأوراق التجارية الداخلية               | 3 م لكل 50 جرام |
| 1 يوليو 1943                                               | الأوراق التجارية الأجنبية               | 5 متر لكل 50 جرام، لا يقل عن 250 جرام |
| 5 أبريل 1945                                               | حزمة صغيرة                              | 8 م (50 جرام) ؛ 8 م لكل إضافة. 50 غرام |
| 5 أبريل 1945                                               | "إيكسبريس"                              | 40 متر على المسافات التي تصل إلى 3 كم؛ 35 متر لكل إضافة. 1 كم |
| 5 أبريل 1945                                               | "فيرين إكسبرس"                          | 40 متر |

## أنظر أيضاً
- طوابع البريد والتاريخ البريدي لفلسطين
- مكاتب البريد في فلسطين تحت الانتداب البريطاني